# Der Fall Rosentopf
Der Fall Rosentopf er en tysk stumfilm fra 1918 af Ernst Lubitsch.

## Medvirkende
- Ernst Lubitsch - Sally
- Trude Hesterberg - Bella Spaketti
- Ferry Sikla
- Margarete Kupfer
- Elsa Wagner - Hintze